# René Carmans
René Carmans (Lummen, 16 maart 1945 - 16 juli 2020) was een Belgische profvoetballer die bij voorkeur als keeper speelde.
Hij werd 'Black Panther' genoemd omdat hij altijd zwarte kleding droeg tijdens wedstrijden.
Carmans speelde zijn hele carrière voor KFC Diest van 1962 tot met 1975. Hij was de eerste keeper van 1964 tot met jaren 70. De trainer van het nationale team, Raymond Goethals, was van hem onder de indruk, maar hij koos Jean-Marie Pfaff als doelman van de nationale ploeg. Dit werd niet gewaardeerd door de fans van KFC Diest en ze schreven zelfs een brief aan de trainer.
Carmans stierf in juli 2020 als een gevolg van hartziekte, op 75-jarige leeftijd.